# ماوناتلالا، بوتسوانا
ماوناتلالا (به انگلیسی: Maunatlala) شهری در ناحیهٔ مرکزی کشور بوتسوانا است که در سال ۲۰۰۰ میلادی ۳٬۸۷۶ نفر جمعیت داشته که از این تعداد، ۱٬۸۰۶ نفر مرد و ۲٬۰۷۰ نفر زن بوده‌اند.